# Johann Neumeier
Johann Neumeier (* 7. Juni 1945 in Unterammergau) ist ein deutscher Politiker. Als Abgeordneter der CSU gehörte er von 1990 bis 2008 dem Bayerischen Landtag an.
Nach dem Besuch der Volksschule und der mittleren Reife an einer Wirtschaftsschule trat Neumeier in den Vollzugsdienst der Polizei ein. Von 1962 bis 1972 war er als Polizeibeamter tätig. Mit der Weiterqualifikation zum Verwaltungsfachwirt wechselte er als Verwaltungsangestellter und Sachbearbeiter in das Landratsamt Garmisch-Partenkirchen. 1975 wurde er Referent im Bayerischen Umweltministerium, 1977 im Finanzministerium und schließlich 1988 in der Bayerischen Staatskanzlei.
Seine politische Laufbahn begann 1970 mit dem Eintritt in die CSU. 1984 wurde er in seinem Heimatort Unterammergau Ortsvorsitzender der Partei und übernahm ein Kreistagsmandat. Dem Kreistag des Landkreises Garmisch-Partenkirchen gehörte er 30 Jahre an. Für seine Arbeit wurde er mit dem silbernen und dem goldenen Ehrenzeichen des Landkreises ausgezeichnet. Dem
Gemeinderat gehörte er von 1972 bis 2004 an. Bei den Landtagswahlen 1990 wurde Neumeier erstmals in den Bayerischen Landtag gewählt, dem er bis 2008 ununterbrochen angehörte.
Bei den Landtagswahlen 2008 konnte er als Listenkandidat des Bezirks Oberbayern aufgrund der hohen Verluste der CSU nicht wieder in den Landtag einziehen.
Für seine Verdienste wurde er 2006 mit dem Bayerischen Verdienstorden ausgezeichnet. Für seine Verdienste wurde ihm die Verfassungsmedaille, die kommunale Verdienstmedaille, das goldene Ehrenblatt des Bundes der Forstbediensteten und die Bayer. Feuerwehrmedaille ausgehänbdigt.
Am 3. Mai 2013 wurde von der Landtagspräsidentin des bayerischen Landtags Barbara Stamm (CSU) eine Liste mit Namen von Abgeordneten veröffentlicht, die Verwandte ersten Grades (Ehepartner, Eltern, Kinder) beschäftigten. Auf dieser Liste wird auch Neumeier aufgeführt; er hatte ab 1993 seine Ehefrau beschäftigt, und ab 2000 auch seine Tochter.
Mit Pressemitteilung vom 5. Juni 2013 teilte die Landtagspräsidentin Barbara Stamm mit, dass sie es bedauert in diesem Fall fehlerhafte Informationen über die Beschäftigung mitgeteilt hat und bittet, diese Korrektur zur Kenntnis zu nehmen. „Unter Nr. drei der Liste ist Johann Neumeier genannt mit der Erklärung, er habe seine Tochter nach den Unterlagen des Landtagsamtes ab dem 1. Sept. 2000 beschäftigt. Dazu ist festzustellen, dass dieses Arbeits- verthältnis bereitas zum 1. März 1994 bestand und deshalb nicht zu beanstanden ist.“